# I. Noferkaré
I. Noferkaré az ókori Egyiptom egyik uralkodója volt, feltehetően a II. dinasztia idején az i. e. 28. században.

## Személye
A „Ré lelkének szépsége” jelentésű név csak a szakkarai királylista nevei közt fordul elő. A torinói királylistán egy Aaka olvasatú királynév olvasható, amely egyesek szerint Noferka-ként is olvasható. A kettőben további azonosság, hogy elődjeként Szenedzset, utódjaként Noferkaszokart tüntették fel. Kim Ryholt álláspontja szerint az I. dinasztiabeli Szeneferkával azonos, vagy annak közvetlen utódjával.
Amennyiben azonosítható Manethónnál a Νεφερχέρης (Neferkherész) névvel – amely csak Sextus Iulius Africanus közvetítésével maradt fenn –, akkor 25 évig uralkodott, miközben „11 napig méz foly le a Níluson”, vagyis jólét volt az országban.
Uralkodásáról semmi részlet nem ismert, régészetileg igazolhatatlan. Abból a körülményből, hogy az alsó-egyiptomi hagyományokra építkező szakkarai királylista tartalmazza, míg a felső-egyiptomi abüdoszi királylista nem, egyesek arra következtetnek, hogy csak Alsó-Egyiptomban uralkodott. Ebből pedig azt a következtetést is le lehet vonni, hogy Ninetjer fia vagy örököse volt Alsó-Egyiptomban, miközben Felső-Egyiptomban Peribszen uralkodott, hiszen Ninetjerről tudható, hogy felosztotta országát.

## Fordítás
- Ez a szócikk részben vagy egészben  a   Neferkara I című angol Wikipédia-szócikk ezen változatának fordításán alapul.  Az eredeti cikk szerkesztőit annak laptörténete sorolja fel. Ez a jelzés csupán a megfogalmazás eredetét és a szerzői jogokat jelzi, nem szolgál a cikkben szereplő információk forrásmegjelöléseként.
- Ez a szócikk részben vagy egészben  a   Neferkare I. című német Wikipédia-szócikk ezen változatának fordításán alapul.  Az eredeti cikk szerkesztőit annak laptörténete sorolja fel. Ez a jelzés csupán a megfogalmazás eredetét és a szerzői jogokat jelzi, nem szolgál a cikkben szereplő információk forrásmegjelöléseként.

| Előző uralkodó: Szenedzs | Egyiptom uralkodója i. e. 28. század II. dinasztia | Következő uralkodó: Noferkaszokar |